# Frökinds landskommun
Frökinds landskommun var en kommun i Skaraborgs län under åren 1952-1973. 

## Administrativ historik
Kommunen bildades vid den kommunreformen 1952, genom att de fyra landskommunerna i Frökinds härad (Brismene, Börstigs, Kinneveds och Vårkumla landskommuner), samt Luttra landskommun i Vartofta härad lades samman.
År 1971 infördes enhetlig kommuntyp och landskommunen ombildades därmed till Frökinds kommun som tre år senare upphörde då den införlivades med Falköpings kommun.

### Kyrklig tillhörighet
I kyrkligt hänseende tillhörde kommunen församlingarna Brismene, Börstig, Kinneved, Luttra och Vårkumla.

## Geografi
Frökinds landskommun omfattade den 1 januari 1952 en areal av 129,94 km², varav 129,85 km² land.

### Tätorter i kommunen 1960
| Tätort  | Folkmängd |
| ------- | --------- |
| Kinnarp | 292       |
| Slutarp | 247       |

Tätortsgraden i kommunen var den 1 november 1960 26,6 procent.

## Politik

### Mandatfördelning i valen 1950-1970
| 3 | 9 | 12 | 3 | 3 |

| 26 |

| 5 | 13 | 4 | 8 |

| 27 |

| 4 | 14 | 2 | 10 |

| 27 |

| 5 | 14 | 4 | 7 |

| 28 |

| 4 | 15 | 4 | 7 |

| 26 |

| 5 | 15 | 3 | 7 |

| 27 |